# Chito Roño
Chito S. Roño, ook bekend als Sixto Kayko, (Calbayog, 26 april 1954) is een Filipijns filmregisseur, producent en schrijver. Roño won in zijn carrière als regisseur vele prijzen.

## Biografie
Roño werd geboren op 26 april 1954 in Calbayog in de Filipijnse provincie Samar. Hij was het oudste kind van politicus Jose Roño en Carol Sarmiento. Roño studeerde aan het College of Mass Communication van de University of the Philippines. Na zijn studie volgde hij nog een aanvullende film opleiding in New York.
Voor zijn eerste grote film Private Show (1986) met Jaclyn Jose in de hoofdrol, kreeg hij direct veel positieve kritieken. Met zijn volgende film  Olongapo, The Great American Dream (1987) over het leven van Filipo's op de Amerikaanse legerbasis in Subic, won Roño de prijs voor beste film op het Metro Manila Film Festival (MNFL) en met zijn film Itanong Mo Sa Buwan (Ask the Moon) uit 1988 veroverde hij de prijs voor beste regisseur op het MNFL. Tevens kreeg hij voor deze film een Gawad Urian Award in de categorie beste regisseur.
De film Signal Rock (2018) van Roño was de Filipijnse inzending voor de Oscar voor beste internationale film. Deze film won de ASEAN International Film Festival Award voor beste regisseur.